# Stefan Seuring
Stefan Seuring (* 1967 in Fulda) ist ein deutscher Wirtschaftswissenschaftler und Hochschullehrer; seit 2011 Leiter des Fachgebietes Supply Chain Management an der Universität Kassel.

## Leben
Seuring studierte u. a. BWL in Stuttgart, Chemie in Bayreuth und Bristol. An der University of Bristol schloss er das Chemiestudium mit einem Master of Science ab. Zudem erwarb er einen Master of Science in Business in the Environment an der University of Kent at Canterbury. Er promovierte und habilitierte sich an der Carl von Ossietzky Universität Oldenburg. Zwischenzeitlich war er u. a. als Gastwissenschaftler an der Copenhagen Business School tätig.

## Werk
Seuring gilt insbesondere für das Thema Nachhaltigkeit im Supply-Chain-Management als einflussreicher Wissenschaftler. So ist ein von Seuring und Martin Müller verfasster Artikel mit über 70.000 Abrufen der bei ScienceDirect in der Kategorie Physical Science seit 2005 am häufigsten abgerufene von Deutschen verfasste Artikel, zwei weitere Artikel Seurings sind dort unter den 100 am häufigsten abgerufenen Artikel in der Kategorie Social Sciences and Economics aufgeführt. Mittlerweile, Stand Mai 2024, wurde dieser Beitrag laut Google Scholar mehr als 8.000 mal zitiert (Link unten).
Seurings Name wurde zudem im Handelsblatt Betriebswirte-Ranking 2012 und 2014 genannt, das die 250 einflussreichsten deutschsprachigen BWL-Professoren, gemessen am Publikationserfolg (Lebenswerk), auflistet.
Im Jahr 2016 wurde Seuring in einer Liste der 27 einflussreichsten Wissenschaftler in Logistik und Supply Chain Management aufgeführt, die von französischen Wissenschaftlern erstellt worden ist. Kriterium für die Aufnahme war, dass die Forschungsarbeiten als weltweit richtungsweisend eingeschätzt werden. Seuring wird vor allem für seine Forschungsarbeiten an der Schnittstelle von Nachhaltigkeit und Supply Chain Management gewürdigt. Die Arbeiten zeichneten sich dadurch aus, dass nicht einzelne Aspekte des Themas Nachhaltigkeit aufgegriffen werden, sondern ein Ansatz entwickelt wurde, der sowohl Umweltprobleme als auch soziale Herausforderungen gleichermaßen in den Blickpunkt des Managements globaler Wertschöpfungsketten stellt. Seuring ist der einzige deutsche Wissenschaftler in der Liste und einer von nur sieben Europäern.
In den Jahren 2018 bis 2023 wurde er in der Liste der Highly Cited Researchers von Clarivate Analytics geführt. Darin werden 2018 weltweit 6.216 Wissenschaftler genannt, 2023 sind es 7125, deren wissenschaftliches Werk als besonders einflussreich gilt. Dies wurde auf der Basis von im Web of Science gelisteten Veröffentlichungen ermittelt, die zu den Top-1% zitierten Beiträge im jeweiligen Forschungsfeld gehören.
2020 führte ihn die Frankfurter Allgemeine Zeitung in ihrem Ökonomenranking unter den zehn meistzitierten Wirtschaftswissenschaftlern im deutschsprachigen Raum. Dies wurde 2024 durch die Auswertung auf research.com bestätigt.

## Veröffentlichungen (Auswahl)
- S. Seuring, M. Müller: From a literature review to a conceptual framework for sustainable supply chain management. Journal of Cleaner Production, 2008, 16 (15), pp. 1699–1710.

→ Weitere Publikationen finden sich unter Google Scholar.